# Stelletta beae
Stelletta beae är en svampdjursart som beskrevs av L. Hajdu och Carvalho 2003. Stelletta beae ingår i släktet Stelletta och familjen Ancorinidae. Inga underarter finns listade i Catalogue of Life.